# Marià Albero i Silla
Marià Albero i Silla (València, 27 de desembre de 1949 - Sales de Llierca, la Garrotxa, 12 de maig del 2013) fou un músic i cantautor valencià resident a Catalunya i reconegut artísticament com a Marià Albero (en els seus inicis com a Marian Albero), lligat a la cançó en català (Nova cançó) i al moviment de l'Ona Laietana.

## Trajectòria artística
Marià Albero s'inicià en el món de la cançó d'autor seguint les pases de Raimon, enregistrant un EP per a la discogràfica Edigsa a finals dels anys 60: Vam ser tots al jorn de la tardor (1967), l'acompanyava Francesc Pi de la Serra a la guitarra de dotze cordes, posteriorment enregistrà dos discos senzills també per Edigsa: Jo no ho crec / Classe mitja (1968) i La finestra / El joglar (1969). Aquests primers treballs els publica amb el nom de Marian Albero.
Juntament amb Manel Joseph (solista de l'Orquestra Mirasol i l'Orquestra Plateria) forma el 1974 l'efímer grup Patatas fritas i enregistren un disc senzill amb Ariola, que donaria pas a la formació La Rondalla de la Costa amb la qual va enregistrar el disc Records de València (Zeleste/Edigsa, 1976) juntament amb Manel Joseph, Toni Xuclà, Martí Soler, Xavier Garcia, Gustavo "Krupa" Quinteros i Xavier Batllés. Amb Manel Joseph coincidira en posteriors projectes i mantindrà una bona amistat.
Als anys 70 produeix discos com Chichonera's cat (1975) d'Ia & Batiste, treball que inclou el tema "El gessamí i la rosa", poema de Josep Carner amb música d'Ia Clua i que Serrat afegeix a la seva Banda Sonora d'Un Temps, d'Un País.
Joan Manuel Serrat deixarà constància de la seva amistat amb Marià Albero en la dedicatòria de la cançó Per al meu amic, cant fraternal que li dedica a l'amic i músic valencià.
Marià Albero va publicar el seu darrer disc el 1995: Estampida, un àlbum bàsicament instrumental basat en danses populars de diferents països mediterranis. Promotor i activista cultural, Marià Albero treballà posteriorment en diferents fronts de l'espectacle, la cançó, teatre de carrer i l'animació.
Marià Albero era germà del polític i exministre Vicent Albero. Va morir el 12 de maig del 2013 a Sales de Llierca (la Garrotxa), poble on vivia.